# Neuruppin
Neuruppin (IPA: nɔʏʁʊˈpiːn) er administrationsby i landkreis Ostprignitz-Ruppin i den tyske delstat Brandenburg.
Neuruppin er arealmæssigt den 14. største kommune i Tyskland. Den ligger 60 km nordvest for Berlin. Mod syd og øst for hovedbyen Neuruppin og Alt Ruppin løber floden Rhin, der udvider sig til Ruppiner See. Byen ligger i landskabet Ruppiner Land. 
Neuruppin blev grundlagt omkring 1150. I byen tryktes til 1937 naive og satiriske litografiske billedark. Blæksprutten viderefører traditionen med neuruppinerne om "kendte": karikerede portrætter og bevidst naive rimede tekster.
I 1998 fik Neuruppin officielt tilføjet Fontanestadt.

Mod nord strækker kommunen sig ind i landskabet Ruppiner Schweiz til Kyritz-Ruppiner Heide, der er kendt som øvelsesplads for den sovjetiske hær i DDR-tiden. En borgerindsats i 1994 forhindrede, at flyvepladsen fortsatte. Neuruppin har ry for at være den mest preussiske af alle byer i Preussen på grund af sin regelrette arkitektur og status som preussisk garnisonsby. Forfatteren Theodor Fontane, general Hermann Hoth og arkitekt Karl Friedrich Schinkel blev født i Neuruppin. Frederik den Store af Preussen boede i byen i sin tid som kronprins. 

## Bydele og bebyggelser
- Alt Ruppin
  - Zippelsförde
- Buskow
- Gnewikow
- Gühlen-Glienicke
  - Alt-Glienicke
  - Binenwalde
- Karwe
- Krangen
- Lichtenberg
- Molchow
- Nietwerder
  - Nietwerder Ausbau
- Neuruppin (Kernstadt)
  - Bechlin
  - Gildenhall
  - Treskow
- Radensleben
- Stöffin
- Wulkow
- Wuthenow

- Parzifalstatuen af Matthias Zágon Hohl-Stein
- Tempelhaven
- Hovedsæde for slægten Gentz i Gentzrode
- Zermützel

- Wikimedia Commons har flere filer relateret til Neuruppin